# Ala en flecha invertida

Esquema de un avión con configuración de ala en flecha invertida.

El ala en flecha invertida o flecha negativa es una forma de configuración avanzada para los aviones.

## Precursores
Fue propuesto por primera vez en 1936 en un diseño alemán. donde se percibían las ventajas de este tipo de alas:
- Al ir montadas en la parte trasera del fuselaje permiten la utilización de bombas sin corrientes de aire que las desviaran.
- Incrementa la maniobrabilidad a velocidad supersónica.

Sin embargo este tipo de alas también presentan inconvenientes, entre ellos la gran inestabilidad que sufren a altas velocidades.

## Primeros prototipos
Uno de los primeros diseños en volar fue el Junkers Ju 287, aunque el final de la Segunda Guerra Mundial hizo que se cancele el desarrollo. La NACA, precursora de la NASA, investigó las ventajas de las alas de flecha invertida en el diseño del Bell X-1, pero encontró problemas. Eran necesarios materiales más resistentes y los beneficios parecían mínimos o inexistentes. El único avión con este tipo de alas fue el reactor ejecutivo HFB-320, voló en 1964. Fueron construidas cincuenta unidades; el propósito de esta configuración era permitir una vista limpia, no obstruida por la presencia de la alas.
El concepto fue considerado impracticable hasta finales de los años 70 cuando el DARPA comenzó a investigar con los más nuevos materiales compuestos para las alas y los mandos tecnología fly-by-wire, todo esto permitía un diseño muy inestable y, por tanto, muy maniobrable. 
Originalmente el F-16 se diseñó con alas de flecha invertida, por lo que se le denominó F-16 SFW (SFW del inglés swept forward wing), pero por muchas razones políticas el Grumman X-29, que utilizaba el 16% de los componentes del F-16 (incluido el sistema fly-by-wire), fue desestimado.
Grumman construyó dos demostradores X-29 de esta tecnología, el primero voló en 1984; pero finalmente la USAF se decantó por un modelo más convencional para el F-22. Ante este modelo y sus extraordinarias prestaciones los rusos desarrollaron una aparato más innovador con alas en flecha invertida: El Su-47.
En 1997, la compañía rusa Sukhoi presentó el Su-47, un prototipo de caza de cuarta generación en Salón de París Le Bourget y posteriormente en otras citas internacionales como el Salón de Moscú. El Su-47 está construido con gran cantidad de materiales compuestos que le hacen difícil de detectar por el radar (quizá con tecnología furtiva) y una buena relación peso/potencia.